# Gian Maria Accusani
Gian Maria Accusani (Pordenone, 29 agosto 1967) è un musicista, cantante, compositore, arrangiatore e paroliere italiano.

## Biografia e carriera
Originario di Pordenone, partecipò fin da giovanissimo a numerosi altri progetti nell'ambito della musica alternativa, nel progetto The Great Complotto suonando, come batterista e poi chitarrista, nei Gigolò Look e nei Futuritmi con il musicista e fumettista Davide Toffolo, successivamente leader dei Tre Allegri Ragazzi Morti.
Ha fondato nel 1995 i Prozac+ con le concittadine Eva Poles ed Elisabetta Imelio, e successivamente con la Imelio (deceduta nel 2020 e per la quale Accusani aveva scritto il brano La fine della chemio) ha dato vita ai Sick Tamburo.
Accusani è coautore delle musiche e autore di tutti i testi dei Prozac+ e dei Sick Tamburo, voce, chitarrista e percussionista.
I suoi testi sono spesso basati su storie reali di disagio personale e collettivo. I temi ricorrenti sono le droghe, la solitudine, l'inconsapevolezza e il malessere esistenziale.
Ha utilizzato diversi pseudonimi o soprannomi: Glemmy (con i Futuritmi), GM (con i Prozac+), Mr. Man (con i Sick Tamburo).

### Vita personale
Ha un figlio, avuto a 18 anni. Vive a San Foca di San Quirino (Pordenone).

## Discografia

### Discografia con i Prozac+
- 1996 – Testa plastica
- 1998 – Acido Acida
- 2000 – 3Prozac+
- 2002 – Miodio
- 2004 – Gioia nera

#### EP
- 1997 – Baby EP (Flying Records, CD, LP)

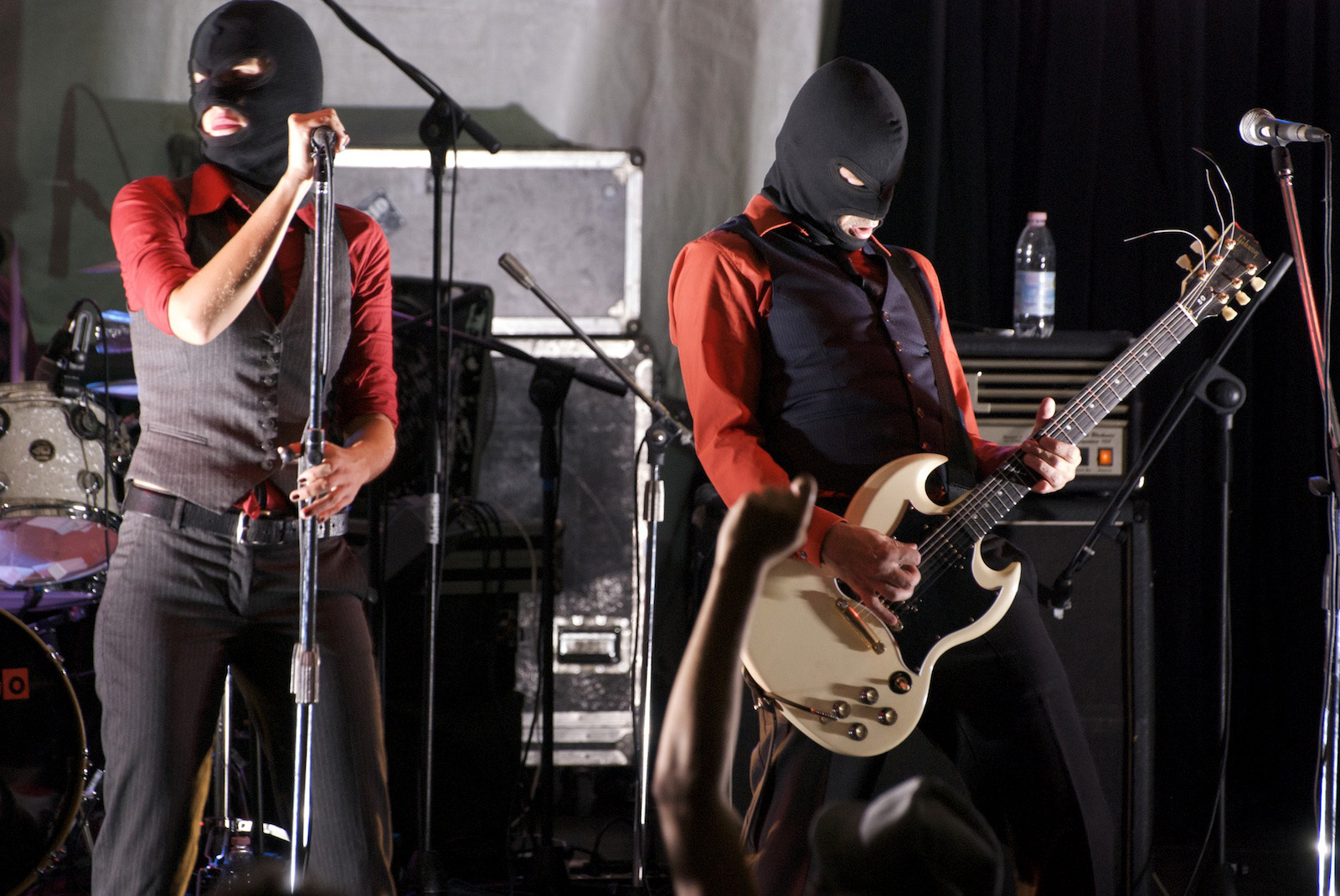
Accusani ed Elisabetta Imelio nei Sick Tamburo

#### Singoli
- 1996 – Legami / Niki (Vox Pop, 7", promo)
- 1996 – Pastiglie (Vox Pop, CD, promo)
- 1997 – Gone Daddy Gone / Betty Tossica (Vox Pop, 7", promo)
- 1998 – Acida (EMI, CD, 12")
- 1998 – GM (EMI, CD)
- 1998 – Colla (EMI, CD)
- 2000 – Angelo
- 2000 – Superdotato
- 2001 – Cagna
- 2002 – Tainted Love
- 2002 – Il mondo di Piera
- 2003 – Un minuto per sempre
- 2004 – Luca
- 2004 – Sono un'immondizia

#### Videoclip
- 1996 – Pastiglie
- 1998 – Acida
- 1998 – GM
- 1998 – Colla
- 2000 – Angelo
- 2000 – Superdotato
- 2001 – Cagna/Liar
- 2002 – Tainted Love
- 2002 – Il mondo di Piera
- 2003 – Un minuto per sempre
- 2004 – Luca
- 2004 – Sono un'immondizia

### Discografia con i Sick Tamburo
Album in studio
- 2009 – Sick Tamburo
- 2011 – A.I.U.T.O.
- 2014 – Senza vergogna
- 2017 – Un giorno nuovo
- 2019 – Paura e l'amore
- 2023 – Non credere a nessuno

EP
- 2012 – La mia mano sola

Singoli
- 2009 - Il mio cane con tre zampe
- 2009 - Parlami per sempre
- 2011 - E so che sai che un giorno
- 2012 - La mia mano sola
- 2014 - Il fiore per te
- 2014 - L'uomo magro
- 2017 - Un giorno nuovo
- 2017 - Meno male che ci sei tu (feat. Motta)
- 2018 - La fine della chemio (feat. altri 10 artisti)
- 2019 - Puoi ancora
- 2019 - Baby Blu

Videoclip

## Videografia
- Il mio cane con tre zampe (2009), regia di Stefano Poletti
- Parlami per sempre (2009), regia di Stefano Poletti
- E so che sai che un giorno (2011), regia di Stefano Poletti
- Con le tue mani sporche (2012), regia di Stefano Poletti
- La mia mano sola (2012), regia di Davide Toffolo
- Il fiore per te (2014), regia di Stefano Poletti
- L'uomo magro (2014), regia di Stefano Poletti
- Un giorno nuovo (2017), regia di Stefano Poletti
- Meno male che ci sei tu (feat. Motta) (2017), regia di Stefano Poletti
- Puoi ancora (2019), regia di Stefano Poletti
- Baby Blu (2019), regia di Sick Tamburo
- Il più ricco del cimitero (2019), montaggio di Valentino Forlini